# Völcsej
Völcsej là một thị trấn thuộc hạt Győr-Moson-Sopron, Hungary. Thị trấn này có diện tích 9,32 km², dân số năm 2010 là 391 người, mật độ 42 người/km².